# 福場由里子
福場 由里子（ふくば ゆりこ、1971年9月28日 - ）は岐阜県郡上郡八幡町（現在の郡上市）出身の日本の柔道家。現役時代は72kg級の選手。身長169cm。

## 来歴
柔道は小学校5年の時に郡上八幡スポーツ少年団で始めた。八幡中学へ進むが、当時の柔道部は女子の受け入れ態勢が整っていなかったために、ソフトボール部に入部して、柔道は時々スポーツ少年団で練習する程度だった。郡上高校へ進学すると、2年の時に全国高校選手権72kg級で優勝を飾った。3年の時には強化選手選考会で2位に入った。1990年には住友海上所属となると、強化選手選考会で優勝した。1991年には全日本選手権で3位入賞を果たした。1992年には強化選手選考会で2度目の優勝を飾った。1993年の選抜体重別では決勝で東海大学4年の松尾徳子に敗れた。アジア選手権では3位だったが、強化選手選考会では3度目の優勝を果たした。福岡国際では決勝で筑波大学1年の吉田早希を破って優勝した。1994年の選抜体重別では決勝でそごうの松尾に雪辱して、アジア大会代表に選ばれた。また、全日本選手権ではこの年から3年連続して3位になった。一方、アジア大会では準決勝で韓国の金美廷に敗れて3位だった。1995年の選抜体重別では、現役復帰してきたばかりのバルセロナオリンピック銀メダリストであるミキハウスの田辺陽子を2-1の判定ながら下して2連覇を達成した。田辺が国内の選手に敗れたのは実に9年ぶりのことであった。しかしながら、田辺に比べて国際大会での実績が乏しいことなどを理由に世界選手権代表には選ばれなかった。その後の全国女子体重別決勝でも3－0の判定で田辺を破ると、アジア選手権でも優勝を飾って、アトランタオリンピック代表への望みを繋げた。しかし、1996年の選抜体重別では準々決勝で埼玉大学2年の天尾美貴に内股で敗れたことで代表に選出されることはなかった。

## 戦績
72kg級での戦績
- 1989年 -　全国高校選手権　優勝
- 1989年 -　強化選手選考会　2位
- 1990年 -　強化選手選考会　優勝
- 1991年 -　全日本選手権　3位
- 1991年 -　強化選手選考会　3位
- 1992年 -　強化選手選考会　優勝
- 1993年 -　ドイツ国際　3位
- 1993年 -　選抜体重別　2位
- 1993年 -　アジア選手権　3位
- 1993年 -　強化選手選考会　優勝
- 1993年 -　福岡国際 優勝
- 1994年 -　選抜体重別　優勝
- 1994年 -　全日本選手権　3位
- 1994年 -　アジア大会　3位
- 1994年 -　強化選手選考会　3位
- 1995年 -　選抜体重別　優勝
- 1995年 -　全日本選手権　3位
- 1995年 -　実業個人選手権　優勝
- 1995年 -　全国女子体重別　優勝
- 1995年 -　アジア選手権 優勝
- 1996年 -　選抜体重別　3位
- 1996年 -　全国女子体重別　3位
- 1996年 -　福岡国際　2位
- 1997年 -　フランス国際　3位
- 1997年 -　選抜体重別　3位

78kg級での戦績
- 1998年 -　オーストリア国際　78kg級　優勝
- 1998年 -　選抜体重別　78kg級　3位
- 1999年 -　実業個人選手権　優勝